# Allothyone mexicana
Allothyone mexicana is een zeekomkommer uit de familie Phyllophoridae.
De wetenschappelijke naam van de soort werd in 1946 gepubliceerd door Elisabeth Deichmann.